# 高瑞华
高瑞华（1962年—），女，满族，河北滦县人，中华人民共和国政治人物、第十二届全国人民代表大会河北地区代表。
毕业于河北省委党校，加入农工党。2008年任河北省唐山市副市长。2013年，被选为第十二届全国人大代表。